# Petrell de Stejneger
El petrell de Stejneger  (Pterodroma longirostris) és un ocell marí de la família dels procel·làrids (Procellariidae), d'hàbits pelàgics, que habita el Pacífic, criant només a l'illa Alejandro Selkirk, de l'arxipèlag Juan Fernández.